# Bahía Dufourq
Die Bahía Dufourq (spanisch) ist eine Bucht an der Ostküste von Clarence Island im Archipel der Südlichen Shetlandinseln. 
Argentinische Wissenschaftler benannten sie. Der weitere Benennungshintergrund ist nicht überliefert.